# Biserica reformată din Turda-Nouă
Biserica reformată din Turda Nouă (în maghiară Ujtordai református templom) a fost ridicată între anii 1500-1504, pe locul unei biserici și mai vechi ridicată în perioada 1311-1340  (prima biserică este menționată în documente din secolul al XII-lea).
Biserica este înscrisă pe lista monumentelor istorice din județul Cluj, elaborată de Ministerul Culturii din România în anul 2015 (cod LMI CJ-II-m-B-07789).

## Istoric
În anul 1179 a existat deja pe acest loc o biserică romano-catolică. 
Tătarii distrug în 1241 atât orașul, cât si biserica. 
După tradiție, biserica romano-catolică a fost reconstruită de regele Carol Robert de Anjou (1288-1342) în cinstea Sf. Ladislau, în stil gotic timpuriu. 
În conscrierea dijmei papale din 1332-1337, Turda Nouă figura ca parohie romano-catolică cu biserică. 
Cu ocazia lucrărilor de restaurare a bisericii din 1504, stilul gotic timpuriu a fost modificat (la sanctuar și la sacristie) în stil gotic târziu, care se păstrează și astăzi. Consolele de azi sunt în stil Empire, iar clopotnița în stil baroc. 
Pe contrafortul de sud al corului stă inscripția 1504 (cu cifre gotice), anul finisării noii biserici. Biserica a fost ridicată de aceași echipă de constructori, care a lucrat și la Biserica Romano-Catolică din Turda Veche. 
Edificiul se prezintă ca o biserică de tip sală (lungime 28 m, lățime 8 m, înălțime 11 m), cu altar poligonal, sacristie (pe latura de nord), un pridvor în fațada de sud și un turn-clopotniță in cea de vest. Fațadele de nord si de sud, precum si corul, sunt sprijinite de contraforturi masive. Fațadele navei si ale corului sunt lipsite de elemente decorative. Intrarea principală în biserică se află pe latura de sud, deschisă sub pridvorul acoperit cu o boltă semicilindrică, susținută de un arc dublu. Înspre exterior, ferestrele se încheie în arc frânt, având glaful simplu, lipsit de decor.
În secolul al XV-lea s-a construit în jurul bisericii un zid fortificat de formă elipsoidală, înalt de 4-5 m, cu 6 bastioane semicirculare și un bastion patrat (bastionul patrat a fost totodată și locuința clopotarului). Zidul a fost întărit cu contraforturi la intervale de 4-5 m. Din bastioanele semicirculare a mai rămas doar unul singur ("Turnul Pârcălabului"-"Parcalab torony"), având incizat anul 1870. S-a păstrat până azi și bastionul patrat, care servește de intrare în curte (“Turnul de intrare”). În partea de nord-vest se observă în zid urma unui portal încheiat în arc frânt și alături inscripția: RENOVATUM ANNO 1740 TEMPORE CURATORIS KOMIVES.
În secolul al XVI-lea biserica a trecut de la cultul romano-catolic la cultul reformat-calvin.
Lăcașul a suferit distrugeri în timpul conflictelor militare din anii 1600-1601. In secolul al XVIII-lea nava principală a bisericii a fost restaurată în stil baroc cu stucaturi. 
Exteriorul bisericii s-a renovat în anii 1969-1972.

## Placa bilingvă

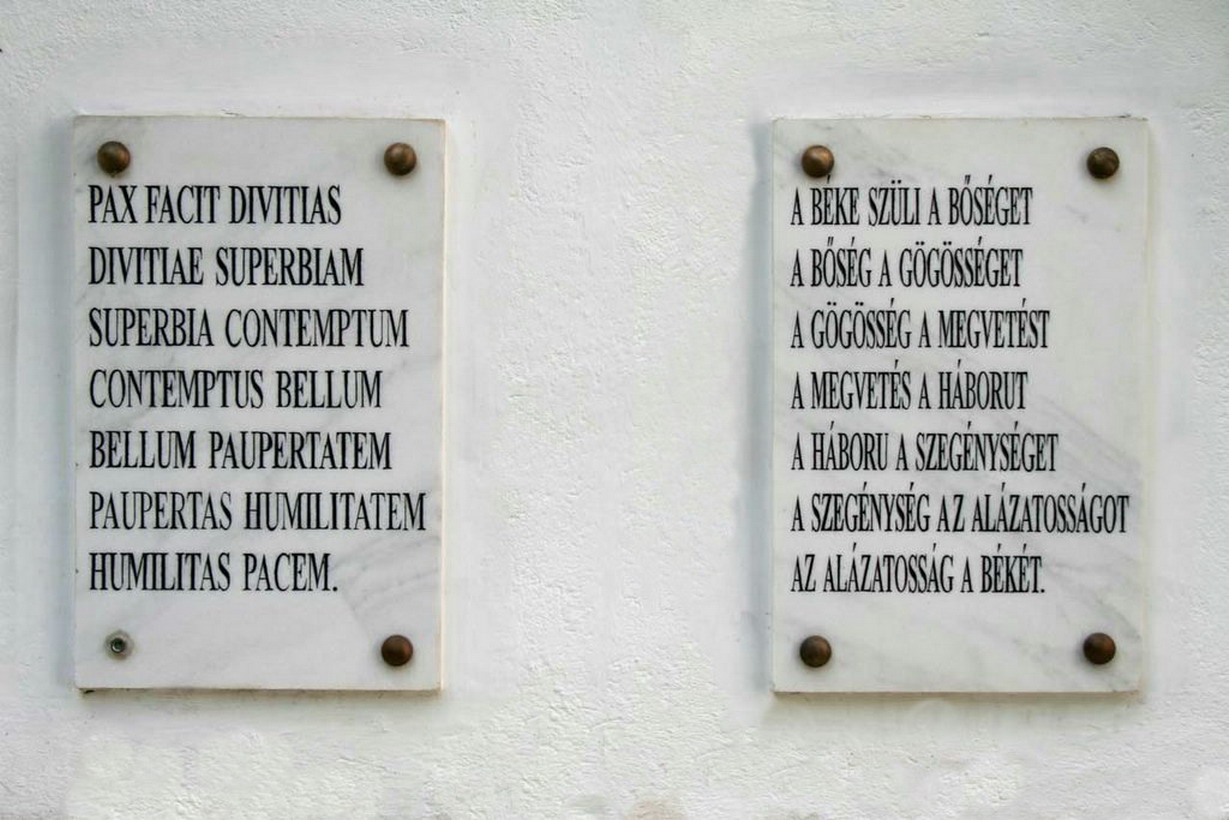
Placa bilingvă

Pe fațada de sud a bisericii se află incastrată o placă cu un text bilingv (în latină și maghiară). Textul latin si traducerea în limba română:

Pax facet divitias (Pacea dă naștere la belșug)

Divitiae superbiam (Belșugul la mândrie)

Superbia contemptum (Mândria la ură)

Contemptus bellum (Ura la război) 

Bellum paupertatem (Războiul la sărăcie)

Paupertas humilitatem (Sărăcia la modestie)

Humilitas pacem (Modestia la pace) 

## Galerie de imagini

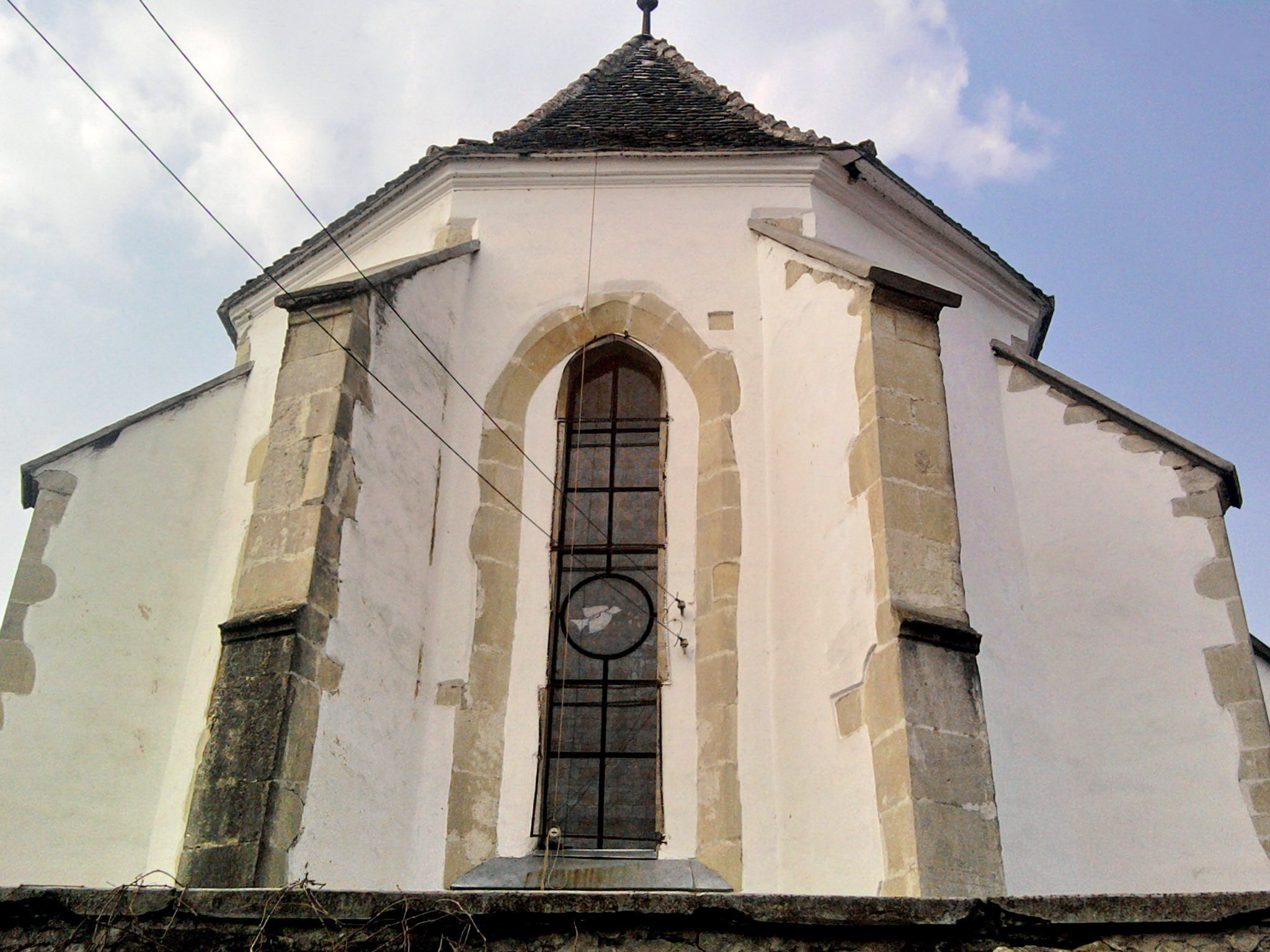
Corul, sprijinit de contraforturi masive
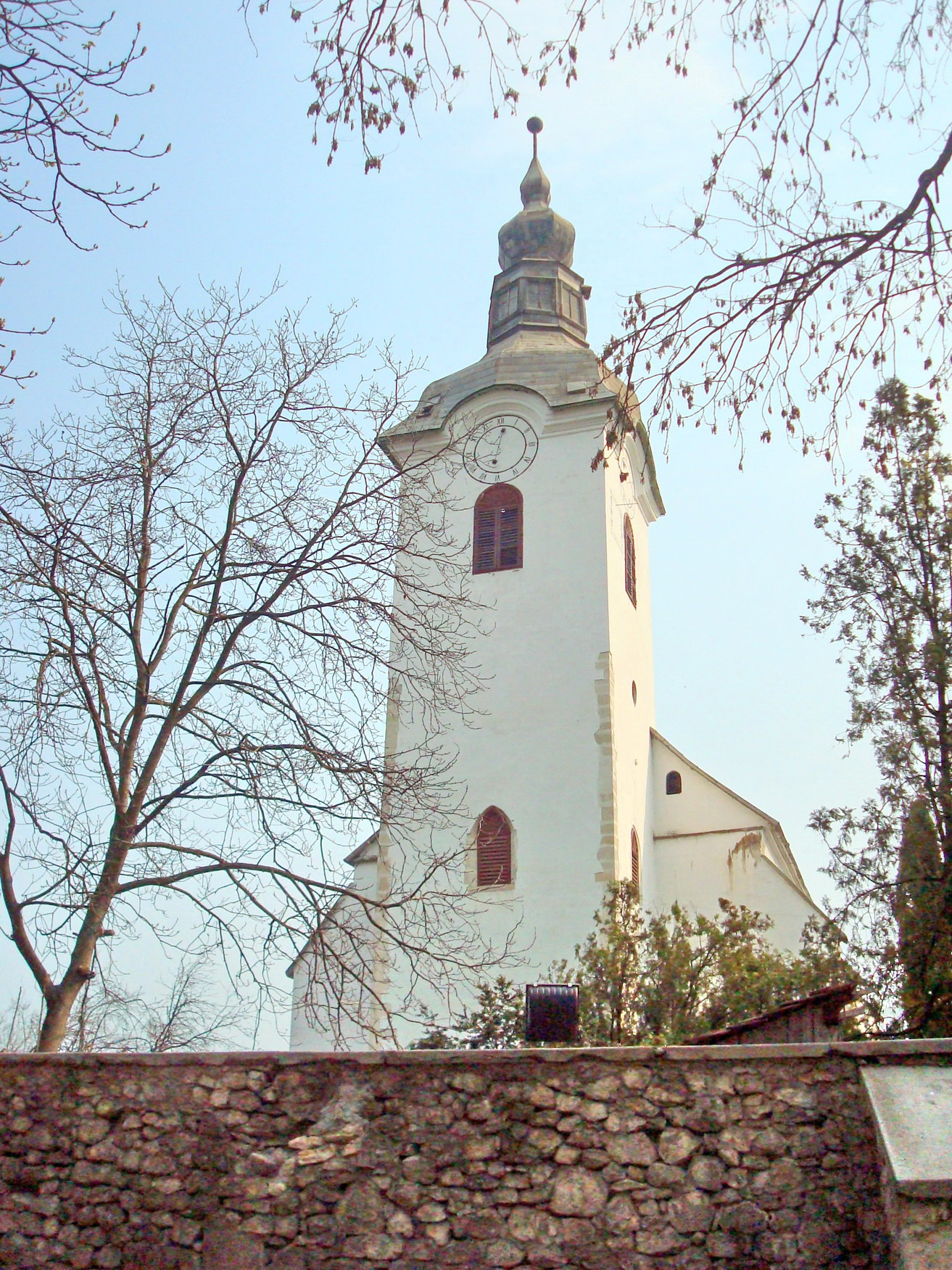
Turnul-clopotniță
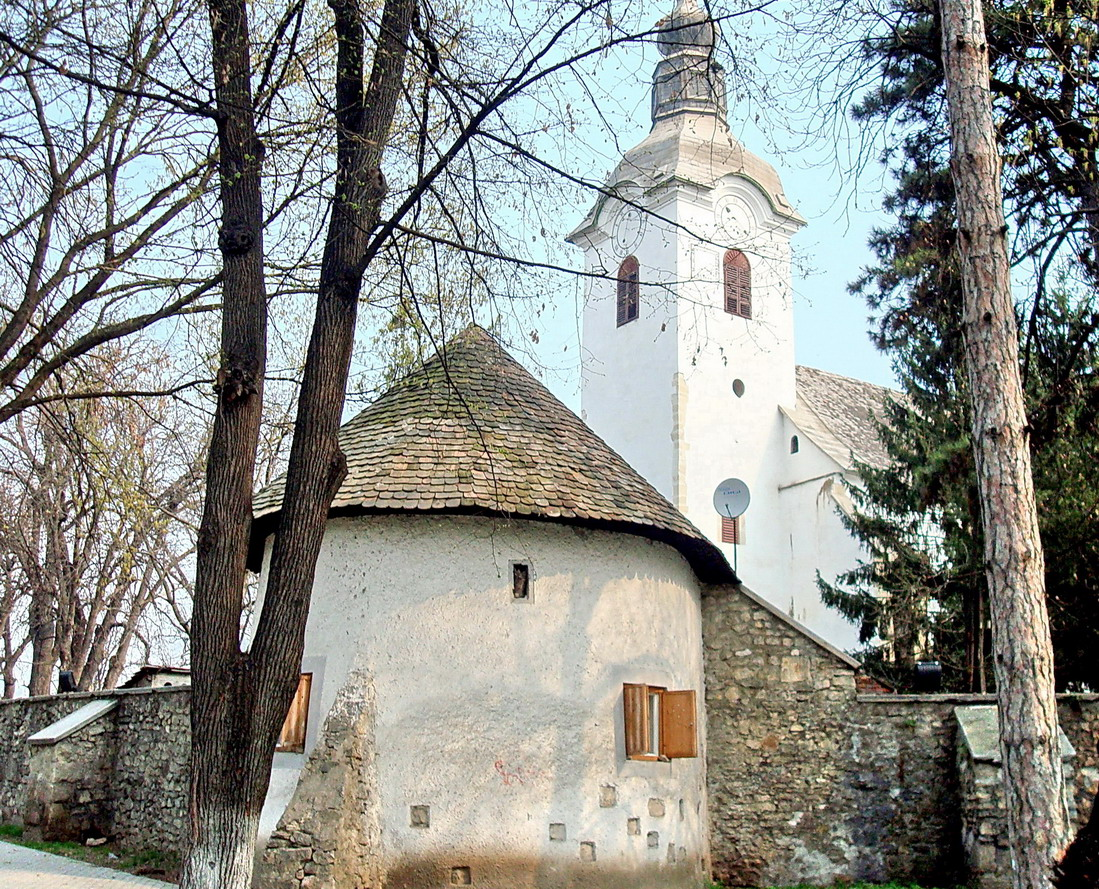
Turnul-clopotniță, bastionul semicircular și zidul de apărare
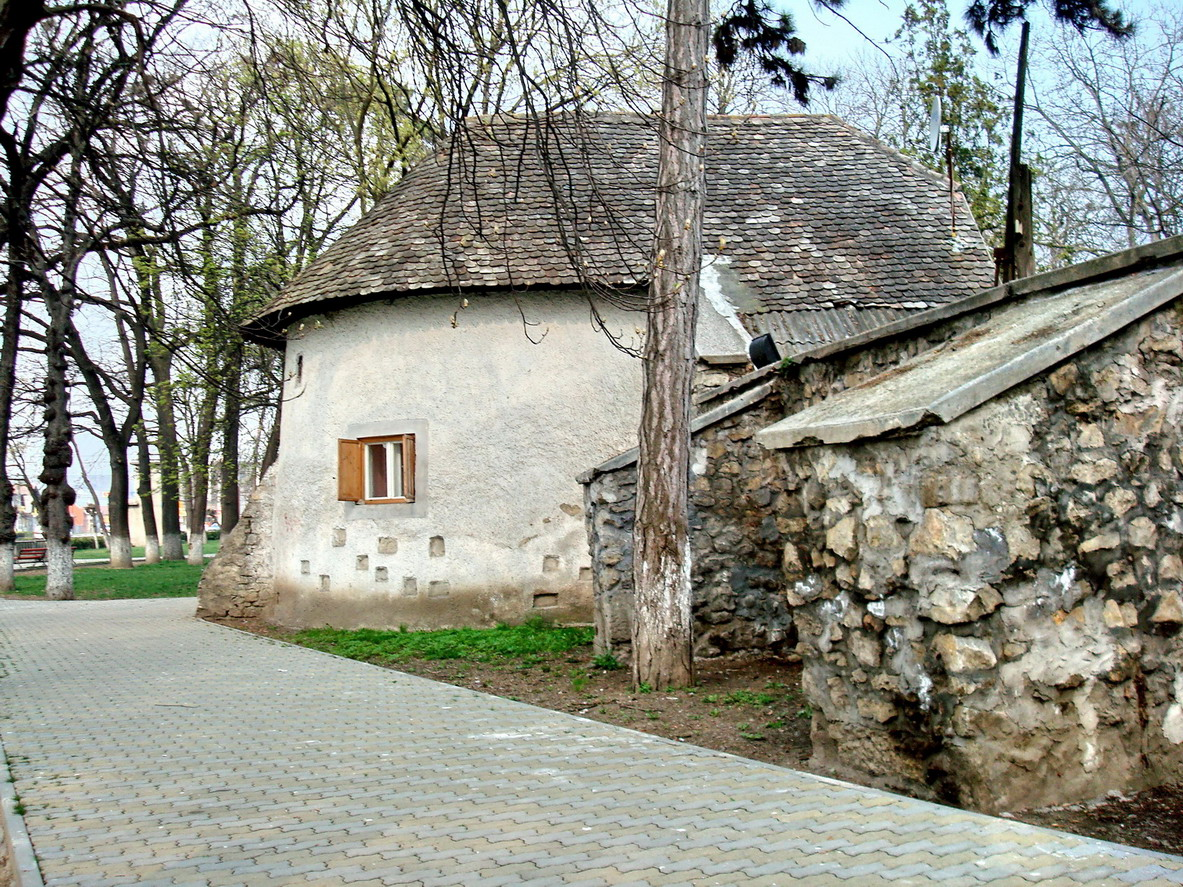
Bastionul semicircular și zidul de apărare
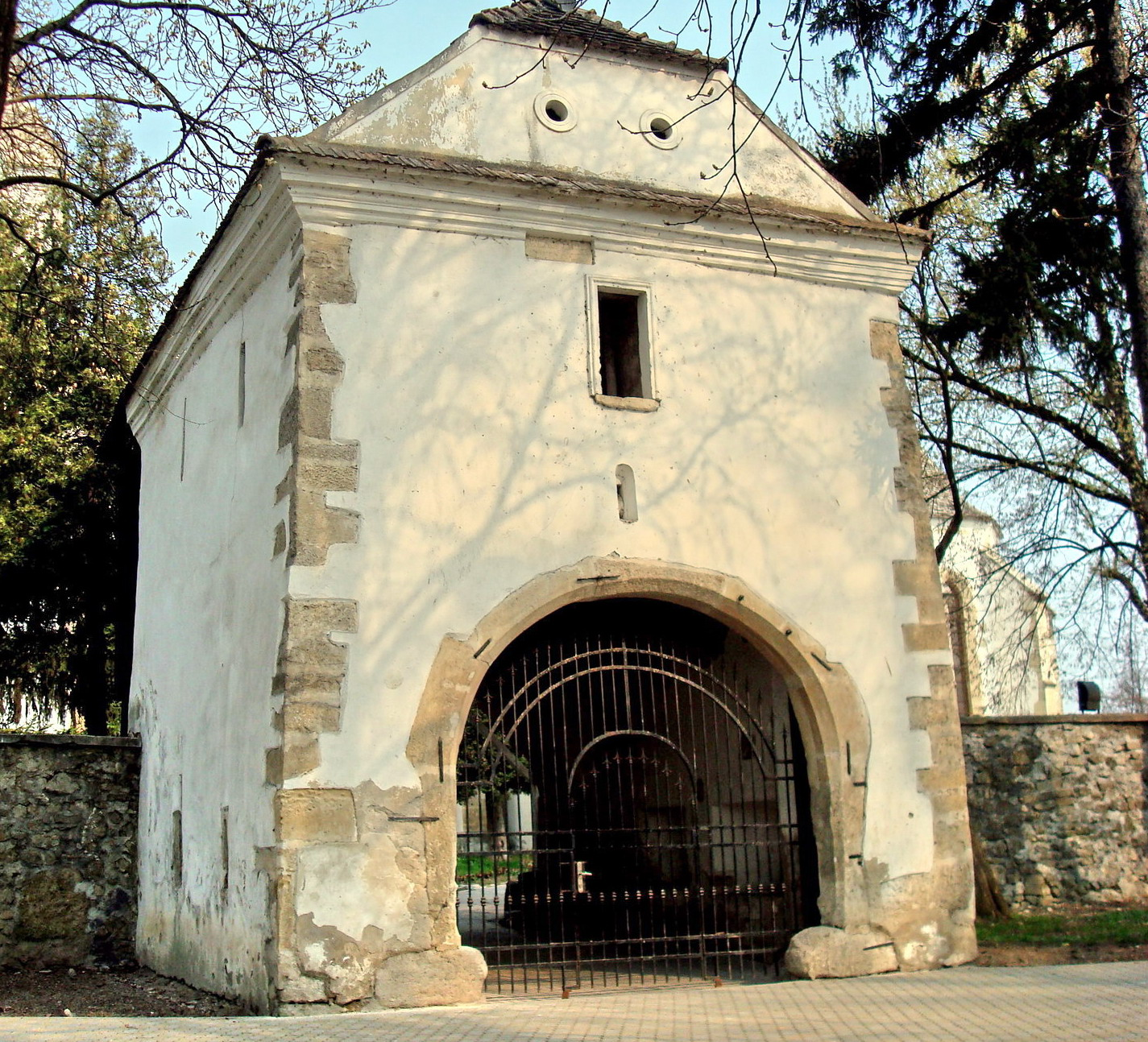
Turnul patratic de la intrarea în curtea bisericii (fosta locuință a clopotarului)
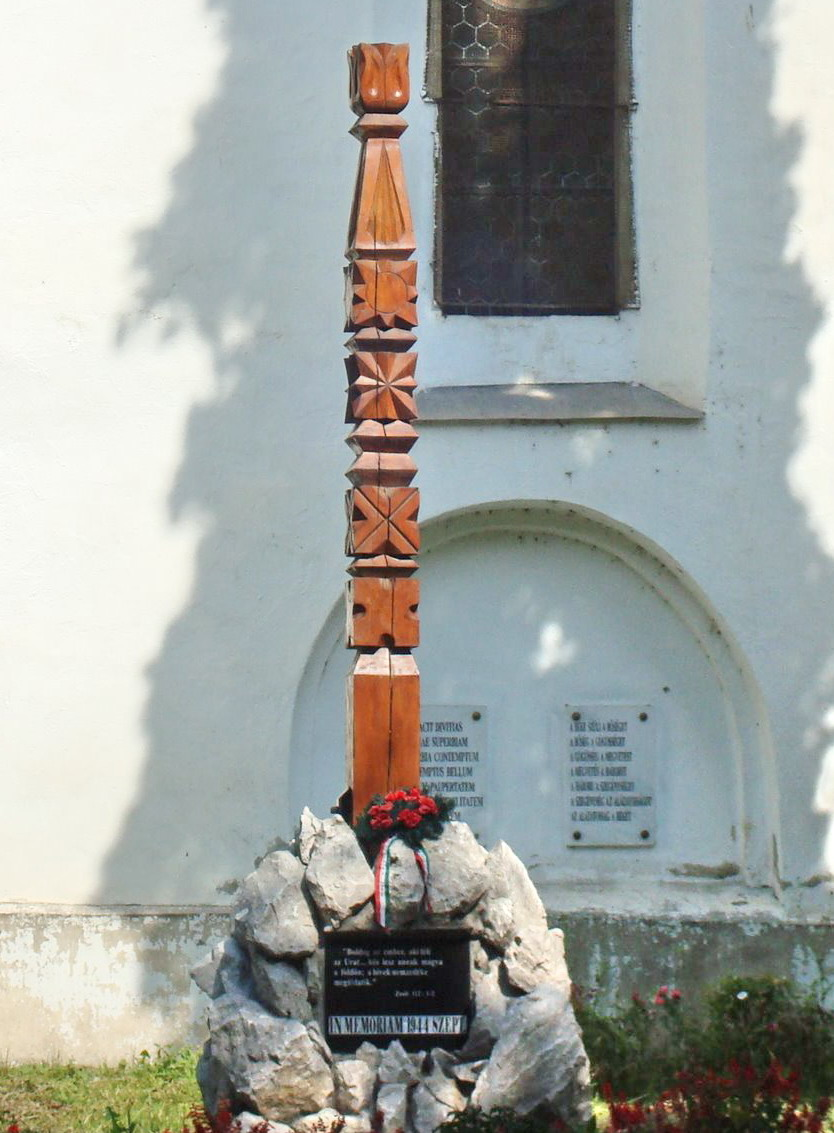
Sculptura de lemn din curtea bisericii și placa bilingvă de pe peretele sudic
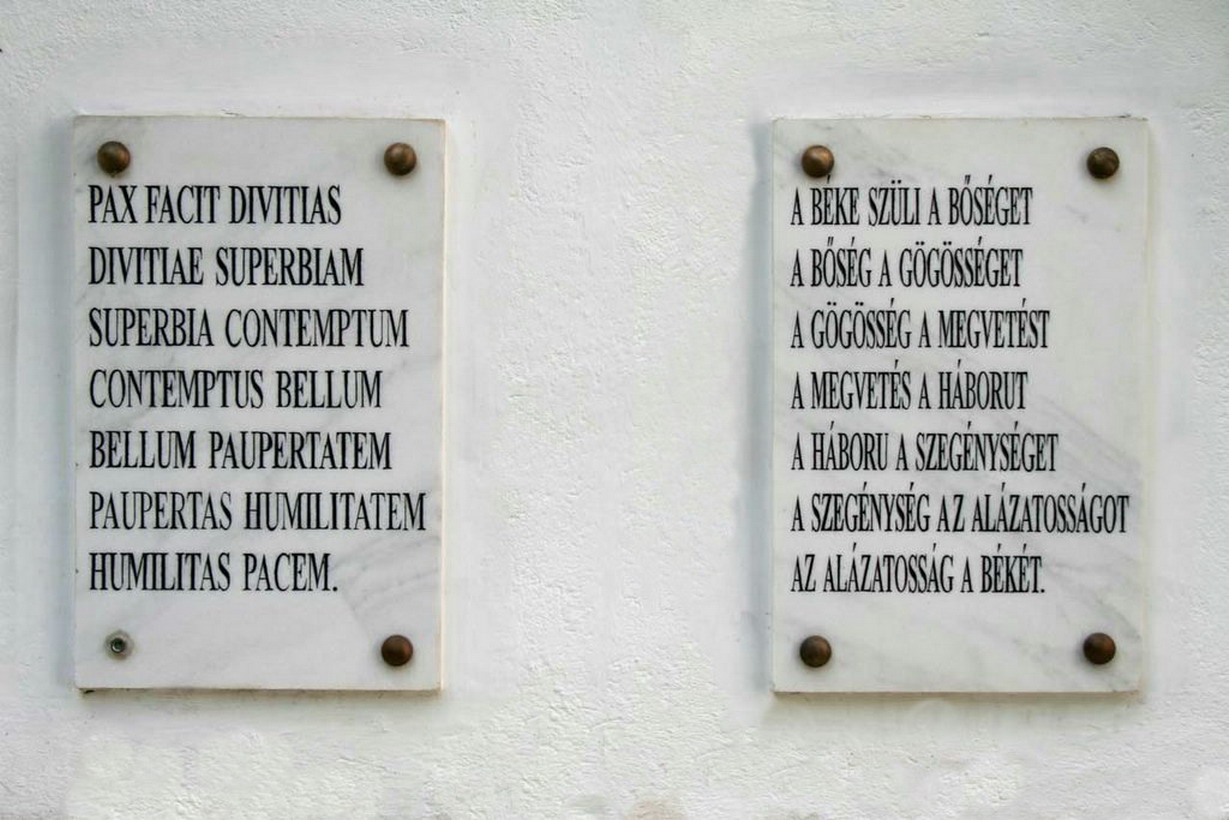
Placa bilingvă de pe peretele sudic
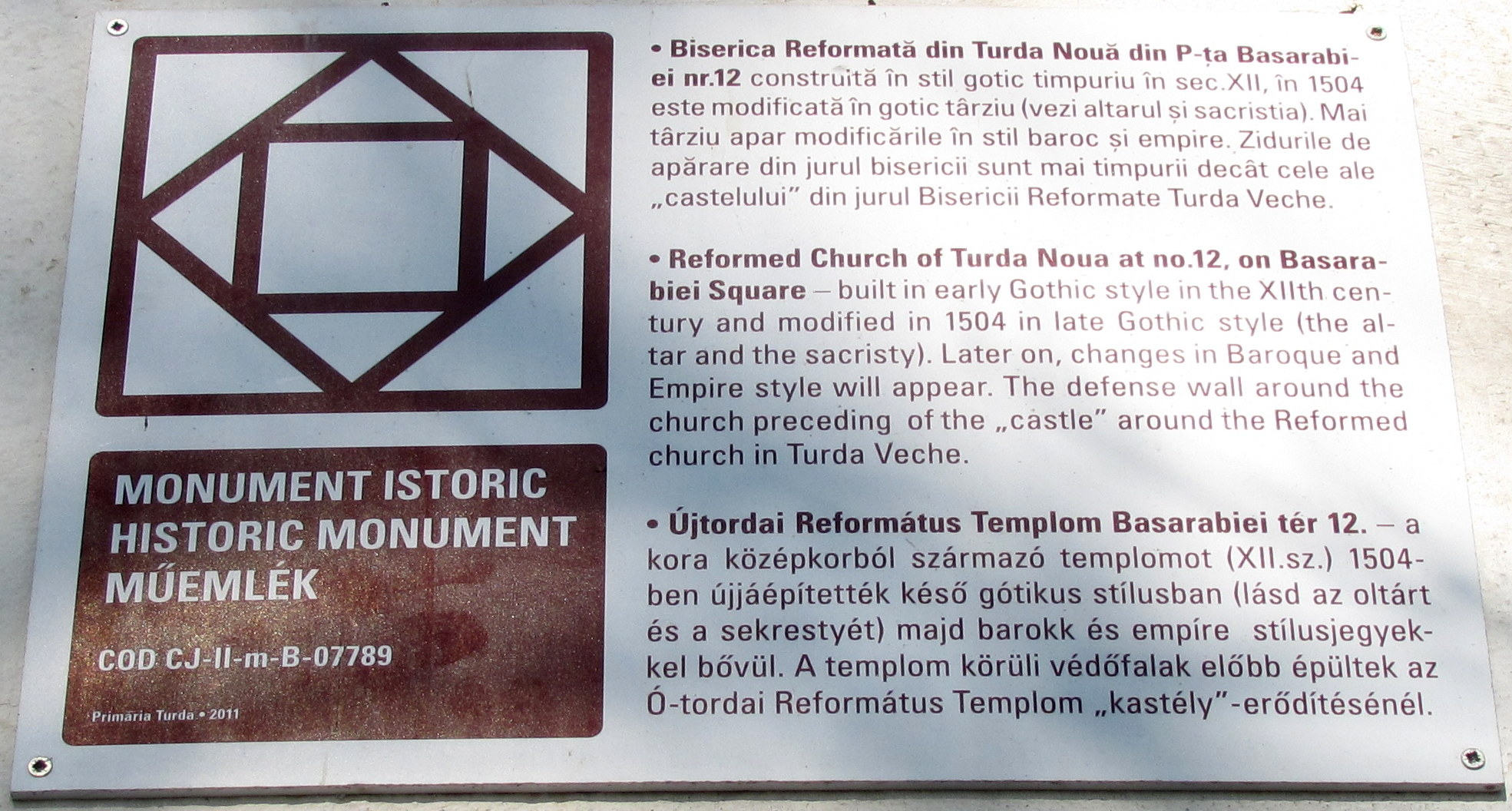
Biserica Reformată P-ța Basarabiei, nr.12 placă informativă
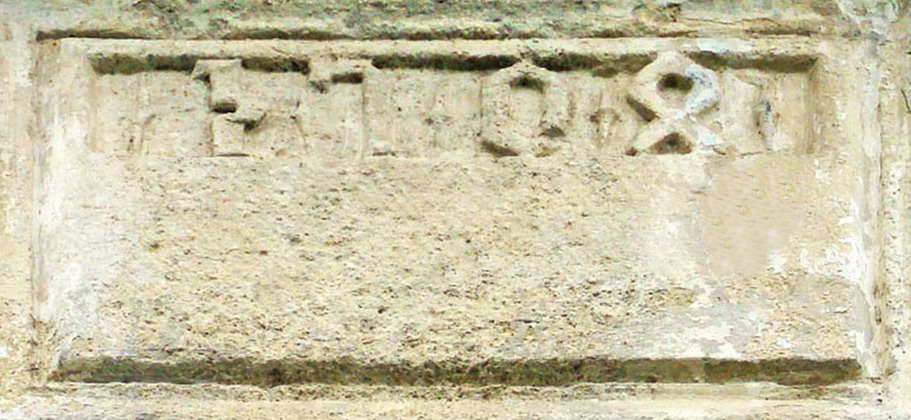
Anul 1504 inscripționat pe contrafortul de sud al corului